# Natação nos Jogos Olímpicos de Verão da Juventude de 2010 - 200 m peito masculino
As provas dos 200 metros bruços/peito masculino da natação nos Jogos Olímpicos de Verão da Juventude de 2010 foram realizadas no dia 18 de agosto, na Escola dos Desportos, em Cingapura. 20 nadadores estavam inscritos neste evento.

## Medalhistas
| Ouro   | ITA Flavio Bizzarri  |
| Prata  | RUS Anton Lobanov    |
| Bronze | AUS Nicholas Schafer |

## Eliminatórias

### Eliminatória 1
| Pos. | Raia | Nome                 | País         | Tempo   | Notas |
| ---- | ---- | -------------------- | ------------ | ------- | ----- |
| 1    | 4    | Panagiotis Samilidis | GRE Grécia   | 2:19.15 | Q     |
| 2    | 5    | Yannick Kaeser       | SUI Suíça    | 2:19.78 |       |
| 3    | 3    | Eduardo Solaeche     | ESP Espanha  | 2:20.80 |       |
| 4    | 2    | Lachezar Shumkov     | BUL Bulgária | 2:21.34 |       |
| 5    | 6    | Tatsunari Shoda      | JPN Japão    | 2:21.54 |       |
| 6    | 7    | Wassim Elloumi       | TUN Tunísia  | 2:26.92 |       |

### Eliminatória 2
| Pos. | Raia | Nome                            | País             | Tempo   | Notas |
| ---- | ---- | ------------------------------- | ---------------- | ------- | ----- |
| 1    | 5    | Nicholas Schafer                | AUS Austrália    | 2:14.64 | Q     |
| 2    | 4    | Nuttapong Ketin                 | THA Tailândia    | 2:17.05 | Q     |
| 3    | 3    | Alexey Atsapkin                 | RUS Rússia       | 2:18.06 | Q     |
| 4    | 6    | Matti Mattsson                  | FIN Finlândia    | 2:18.64 | Q     |
| 5    | 2    | Dmitriy Shvetsov                | UZB Uzbequistão  | 2:20.93 |       |
| 6    | 1    | Emmanuel Antonio Ramirez Aponte | PUR Porto Rico   | 2:29.91 |       |
| 7    | 7    | Seiji Groome                    | CAY Ilhas Cayman | 2:36.75 |       |

### Eliminatória 3
| Pos. | Raia | Nome                  | País            | Tempo   | Notas |
| ---- | ---- | --------------------- | --------------- | ------- | ----- |
| 1    | 5    | Anton Lobanov         | RUS Rússia      | 2:17.60 | Q     |
| 2    | 4    | Christian vom Lehn    | GER Alemanha    | 2:17.65 | Q     |
| 3    | 3    | Flavio Bizzarri       | ITA Itália      | 2:18.22 | Q     |
| 4    | 2    | Dmitrii Aleksandrov   | KGZ Quirguistão | 2:20.52 |       |
| 5    | 6    | Thomas Rabeisen       | FRA França      | 2:20.77 |       |
| 6    | 7    | Hrafn Traustason      | ISL Islândia    | 2:28.08 |       |
| 7    | 1    | Tsilavina Ramanantsoa | MAD Madagascar  | 2:38.41 |       |

## Final
| Pos.              | Raia | Nome                 | País          | Tempo   | Notas |
| ----------------- | ---- | -------------------- | ------------- | ------- | ----- |
| Medalha de ouro   | 2    | Flavio Bizzarri      | ITA Itália    | 2:13.31 |       |
| Medalha de prata  | 3    | Anton Lobanov        | RUS Rússia    | 2:13.65 |       |
| Medalha de bronze | 4    | Nicholas Schafer     | AUS Austrália | 2:13.72 |       |
| 4                 | 6    | Christian vom Lehn   | GER Alemanha  | 2:16.03 |       |
| 5                 | 1    | Panagiotis Samilidis | GRE Grécia    | 2:17.36 |       |
| 6                 | 8    | Yannick Kaeser       | SUI Suíça     | 2:17.78 |       |
| 7                 | 5    | Nuttapong Ketin      | THA Tailândia | 2:17.93 |       |
| 8                 | 7    | Matti Mattsson       | FIN Finlândia | 2:18.47 |       |